# Giovanni Battista Caprara Montecuccoli
Giovanni Battista Caprara Montecuccoli (Bologna, 29 maggio 1733 – Parigi, 21 giugno 1810) è stato un cardinale, arcivescovo cattolico e diplomatico italiano, al servizio dello Stato Pontificio.
Come arcivescovo di Milano durante il periodo napoleonico, fu tra le personalità più influenti della Chiesa dell'epoca nonché uno dei personaggi più in vista nei rapporti tra il mondo ecclesiastico e lo stesso Napoleone Bonaparte, in particolare dopo la sua incoronazione a imperatore.

## Biografia

### I primi anni
Giovanni Battista nacque a Bologna il 29 maggio 1733, in seno alla famiglia dei conti di Montecuccoli, figlio sestogenito del conte Francesco Raimondo Montecuccoli e della contessa Maria Vittoria, nata dei conti Caprara, di cui assunse anche il cognome, essendo ella l'ultima della sua illustre prosapia e desiderosa di lasciare tutta l'eredità ed i propri possedimenti al figlio. Suo padre apparteneva alla dinastia che aveva dato i natali al celebre condottiero degli imperiali nel XVII secolo, Raimondo Montecuccoli.
Dopo aver frequentato il seminario di Bologna, si laureò in filosofia al Collegio Nazareno di Roma nel 1751 ed il 23 settembre 1755 conseguì anche la laurea in utroque iure all'Arciginnasio della Sapienza. Nel 1757 fu vicelegato a Ravenna. Ordinato sacerdote il 22 dicembre 1765 (a trentadue anni), divenne referendario del supremo tribunale della Segnatura Apostolica di Grazia e Giustizia e vicelegato per la provincia delle Romagne.
Relatore della Sacra Congregazione della Sacra Consulta, il 1º dicembre 1766 venne eletto arcivescovo titolare di Iconio, venendo consacrato l'8 dicembre di quell'anno al Palazzo del Quirinale a Roma per mano di papa Clemente XIII assistito da Scipione Borghese, arcivescovo titolare di Teodosia, e da Ignazio Reali, arcivescovo titolare di Atene (nella stessa cerimonia venne anche consacrato arcivescovo titolare di Filippi monsignor Giovanni Archinto, futuro cardinale).

### La carriera diplomatica in Germania, Svizzera ed alla corte di Vienna
Nominato assistente al trono pontificio l'8 dicembre 1766, venne nominato nunzio apostolico a Colonia poco dopo. Informato però che il suo predecessore a quella carica, monsignor Lucini, era ancora a Colonia, colse l'occasione per trattenersi a Bologna sino almeno alla metà dell'anno successivo, preparandosi al non semplice conto che lo attendeva in Germania con la lettura del De statu Ecclesiae di Febronio, che era all'epoca uno dei principali testi di opposizione al cattolicesimo romano in oltralpe. Giunto a Colonia il 14 aprile 1766, incaricò subito il decano dell'università locale, Johann Gottfried Kaufmann, di realizzare un testo che confutasse le tesi dell'opera febroniana. Nel contempo cercò anche di mediare ai conflitti giurisdizionali creatisi fra i tre arcivescovi elettori presenti in territorio tedesco, ma abbandonò ben presto l'impresa, convinto che essa fosse più di natura secolare che religiosa.
Sul finire della primavera del 1772 intraprese un viaggio nei Paesi Bassi ed in Inghilterra, paese quest'ultimo ove venne presentato a Giorgio III ed alla sua consorte tramite l'ambasciatore imperiale, il principe Belgioioso, ma dove non mancò di denunciare il lusso e la ricchezza, nonché l'indifferenza religiosa degli inglesi. Rientrato in Germania, nell'autunno del 1772 intraprese un nuovo viaggio in Germania meridionale per prendere contatto con gli elettori di Treviri e del Palatinato, ma ancora una volta i suoi sforzi si dimostrarono vani, eccezion fatta per i gesuiti, che egli non mancò di riprendere per la troppa voce che essi stavano tributando alla soppressione dei loro conventi in Italia, ancor più dopo la pubblicazione del breve Dominus ac Redemptor nel 1773, quando i gesuiti tedeschi si appoggiarono ai principi-vescovi per mantenere attivi i loro collegi indipendentemente dalle decisioni di Roma: rifiorì così il Tricoronatum di Colonia, oltre a quelli di Ravenstein, Düsseldorf, Juliers, Düren e Münstereifel, riducendo così di fatto la rilevanza del ruolo del Caprara Montecuccoli come nunzio apostolico.
Pressato da più parti, a questo punto il Caprara cercò una via d'uscita dalla situazione, preferendo cambiare nunziatura piuttosto che trovarsi, come da diversi anni a quella parte, tra l'incudine di Roma ed il martello tedesco, il tutto aggravato dalle precarie condizioni di salute. Nella primavera del 1775 pareva ormai chiaro che il Caprara dovesse essere destinato alla nunziatura apostolica in Polonia, con sede a Varsavia, ma grazie alla sua influenza alla corte di Vienna riuscì a farsi assegnare nel 1775, il 6 settembre, quella della Confederazione Elvetica, con sede a Lucerna, ove giunse il 24 ottobre, rimanendovi sino al 1785, quando venne spostato all'importantissima nunziatura apostolica di Vienna, in sostituzione dell'arcivescovo Garampi che, creato cardinale, era stato richiamato a Roma presso il pontefice.
La nomina del Caprara alla sede di Vienna (alla quale egli aspirava da tempo) fu per lui un notevole salto di qualità e, giunto il 21 luglio dell'anno della sua nomina alla nuova sede, intraprese subito delle notevoli spese per il restauro del palazzo della nunziatura, dimostrandosi sempre meno interessato a contrastare il giuseppinismo, come gli aveva chiesto Pio VI affidandogli il delicato incarico di nunzio alla corte imperiale. Questa sua volontà di compiacere l'imperatore a tutti costi andò però a scapito della curia romana, che soffrì della mancanza di costanti dati relativi alla sua nunziatura, arrivando a sapere in ritardo del Congresso di Ems e dell'espulsione di Antonio Felice Zondadari, nunzio apostolico a Bruxelles, dal territorio belga per ordine del governo austriaco (all'epoca il Belgio era territorio sottoposto al dominio dell'Austria con il nome di Paesi Bassi austriaci).
Lo stesso governo austriaco del resto tendeva a tenere poco in considerazione il Caprara, preferendo conferire direttamente con Roma in caso di necessità. Con la morte di Giuseppe II, il Caprara venne inviato alla Dieta di Francoforte, presso la quale doveva eleggersi il nuovo imperatore del Sacro Romano Impero, con il preciso compito di impedire che durante la seduta venissero varate delle leggi che risultassero contrarie agli interessi della Santa Sede. Il Caprara rimase invece passivo, riservandosi solo di riportare alcune correzioni il 13 ottobre, mentre la dieta si era chiusa ufficialmente il 4 dello stesso mese. Rientrato a Vienna nel 1791, il Caprara vide la sua salute peggiorare e per questo trascorse diversi mesi ai bagni termali di Pyrmont, lasciando a sostituirlo il suo segretario, Paolo Antonio Agostini Zamperoli.

### Il cardinalato e la fama durante il periodo napoleonico

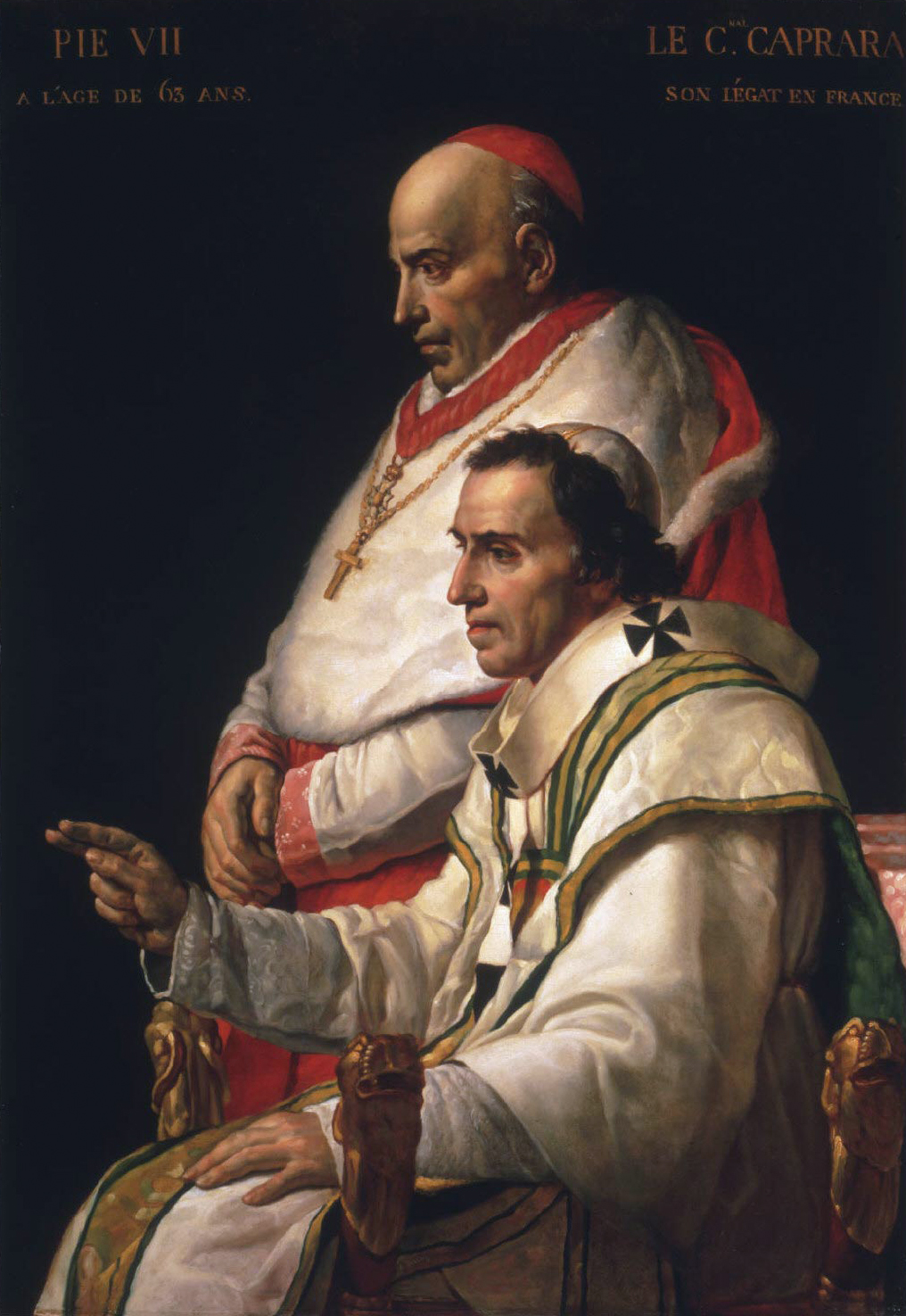
Giovanni Battista Caprara Montecuccoli (in secondo piano) con Pio VII (primo piano) all'incoronazione di Napoleone. Dipinto di Jacques-Louis David

Il pontefice Pio VI, tutt'altro che soddisfatto dell'operato del Caprara a Vienna, pensò di sollevarlo dal suo incarico elevandolo al rango di cardinale nel concistoro del 18 giugno 1792, ma solo due anni dopo ricevette il titolo di Sant'Onofrio (21 febbraio 1794), quando fece ritorno da Vienna, dove si era trattenuto per qualche tempo. A Roma gli venne assegnata la carica di Camerlengo del Sacro Collegio dei Cardinali dal 21 febbraio 1794 al 1º giugno 1795, oltre al titolo di membro delle congregazioni apostoliche per i Vescovi e Regolari, di Propaganda Fide, del Buon governo e della Consulta, senza però godere di molta stima né da parte dei suoi colleghi né da parte del Pontefice.
Nel 1796, quando l'esercito rivoluzionario guidato da Napoleone Bonaparte invase l'Italia, preoccupato per le sorti della propria famiglia e dei beni che possedeva a Bologna, sostenne in curia la necessità di sottoscrivere un patto di pacificazione con i francesi, formalmente per salvaguardare gli interessi e l'integrità del territorio dello Stato della Chiesa, fatto che, se gli creò dispiaceri negli ambienti della Curia romana, lo fece invece entrare nelle simpatie del rappresentante francese a Roma, Hyacinthe Bernard, che gli tributò il soprannome di "cardinale giacobino". Il 5 febbraio 1797, alla vigilia del Trattato di Tolentino, fu uno dei pochi cardinali che votarono a favore della sottoscrizione della pace con i napoleonici.
Prese parte al conclave del 1799-1800, celebrato a Venezia durante l'occupazione di Roma da parte dei francesi, cerimonia durante la quale risultò eletto papa Pio VII il quale, per ringraziarlo dell'appoggio fornitogli per l'elezione, aveva pensato di promuoverlo al ruolo di arcivescovo di Bologna, nomina sulla quale però intervenne il veto di Vienna, che considerava il Caprara eccessivamente filo-francese negli atteggiamenti.
Il 21 luglio 1800 egli venne pertanto nominato amministratore apostolico della diocesi di Jesi, ove venne definitivamente trasferito come arcivescovo (titolo personale) dall'agosto di quell'anno. S'occupò dunque dei rapporti tra il papato e la Repubblica Francese guidata da Napoleone Bonaparte, divenendo legato pontificio in Francia per conto di papa Pio VII, su richiesta esplicita di Napoleone, dal 24 agosto 1801 sino all'imprigionamento del Pontefice nel luglio del 1809. In questo periodo fu il fautore principale della traslazione delle spoglie di Pio VI a Roma, dopo che questi era morto in esilio forzato in Francia, facendo giungere il corpo del Pontefice nella città eterna nel febbraio del 1802. Dopo l'approvazione del concordato tra Francia e Santa Sede per la restaurazione del cattolicesimo in Francia, celebrò assieme al Papa un pontificale nella cattedrale metropolitana di Notre Dame di Parigi il 18 aprile 1802 alla presenza delle principali cariche dello Stato francese e dello stesso Bonaparte.

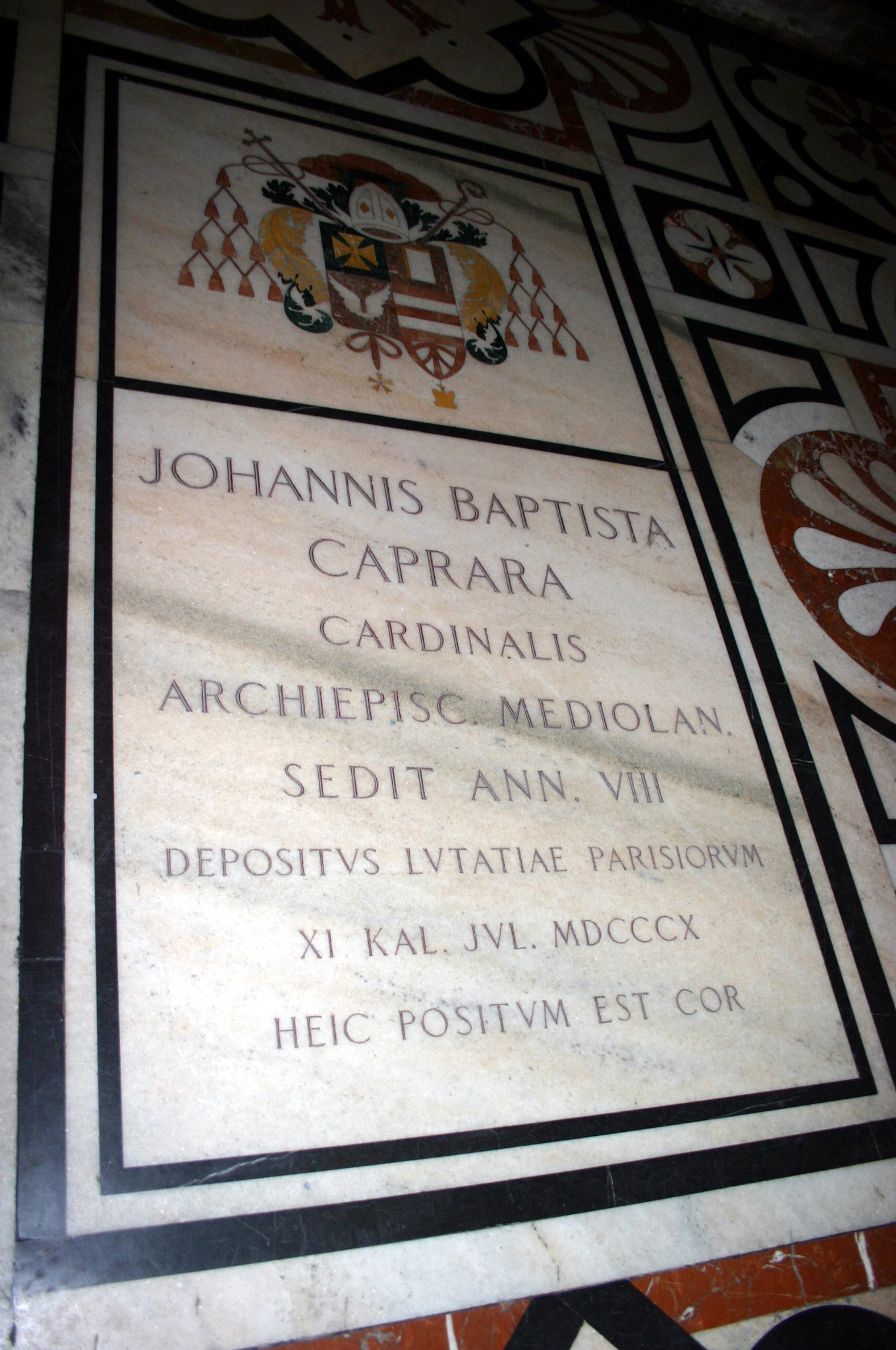
La tomba del cardinale Caprara nel duomo di Milano dove è conservato il suo cuore. Il corpo dell'arcivescovo venne sepolto dapprima al Pantheon di Parigi ed oggi si trova a Roma

Il 24 maggio 1802 fu eletto arcivescovo di Milano, anche se fu scarsamente presente nell'arcidiocesi ambrosiana a causa delle sue missioni diplomatiche in Francia. Lo stesso Napoleone lo propose come Ministro del Culto della neonata Repubblica Italiana, ma Francesco Melzi d'Eryl si oppose strenuamente alla persona del Caprara, preferendogli invece il Bovara, scatenando così un preoccupante conflitto tra il sacerdote ed il cardinale. In cambio dell'ufficiale rinuncia del Caprara alle sue pretese, gli venne affidato l'incarico di Consultore di stato, ruolo di molto superiore a quello di ministro.
Proseguì l'operazione di mediazione negli affari ecclesiastici, conducendo sempre nel 1805 i negoziati per la delimitazione delle nuove diocesi del Piemonte. Durante l'incoronazione di Napoleone a re d'Italia benedisse per conto del pontefice la Corona ferrea e la impose personalmente sul capo di Napoleone. Come ricompensa ottenne la Legion d'Onore, l'Ordine della Corona Ferrea, il titolo di conte e poi quello di senatore del neonato Regno napoleonico d'Italia.
Quasi del tutto sordo e cieco, morì il 21 giugno 1810 all'età di 77 anni a Parigi e fu sepolto al Pantheon, mentre il suo cuore venne sepolto nel duomo di Milano. In occasione del suo funerale, il senatore veneziano Alvise Mocenigo recitò in Senato un elogio funebre, da lui composto, che venne successivamente stampato e pubblicato. Durante il Secondo impero francese, il corpo del cardinale venne reclamato dalla famiglia e venne traslato da Parigi a Roma il 22 agosto 1861.

## Genealogia episcopale e successione apostolica
La genealogia episcopale è:
- Cardinale Scipione Rebiba
- Cardinale Giulio Antonio Santori
- Cardinale Girolamo Bernerio, O.P.
- Arcivescovo Galeazzo Sanvitale
- Cardinale Ludovico Ludovisi
- Cardinale Luigi Caetani
- Cardinale Ulderico Carpegna
- Cardinale Paluzzo Paluzzi Altieri degli Albertoni
- Papa Benedetto XIII
- Papa Benedetto XIV
- Papa Clemente XIII
- Cardinale Giovanni Battista Caprara Montecuccoli

La successione apostolica è:
- Vescovo Dionys von Rost (1777)
- Vescovo Giuseppe Bertieri, O.A.D. (1790)
- Arcivescovo Giuseppe Angeluni, O.S.B.M. (1795)
- Vescovo Vincenzo Maria Maggioli, O.P. (1795)
- Vescovo Giuseppe Maria Peruzzi (1795)
- Vescovo Marco Antonio Moscardini (1796)
- Vescovo Francesco Pietro Raccamarich (1796)
- Vescovo Antonio David (1796)
- Vescovo Gennaro Carelli (1797)
- Cardinale Étienne Hubert de Cambacérès (1802)
- Vescovo Étienne-Alexandre Bernier (1802)
- Vescovo Antoine-Xavier Maynaud de Pancemont (1802)
- Cardinale Joseph Fesch (1802)
- Vescovo Maurice-Jean de Broglie (1805)
- Vescovo François-Melchior-Charles-Bienvenu de Miollis (1806)

## Araldica
| Stemma | Descrizione                                                                                      | Blasonatura |
|        | Giovanni Battista Capara Montecuccoli Cardinale presbitero di Sant'Onofrio Arcivescovo di Milano | ... Lo scudo, accollato a una croce astile patriarcale d'oro, posta in palo, è timbrato da un cappello con cordoni e nappe di rosso. Le nappe, in numero di trenta, sono disposte quindici per parte, in cinque ordini di 1, 2, 3, 4, 5. |

## Albero genealogico
|                                                           |                                              |                                                              | Genitori                                                 |  |  | Nonni |  |  | Bisnonni                                          |  |  | Trisnonni                                     |  |
|                                                           |                                              |                                                              |                                                          |  |  |       |  |  | Giambattista Montecuccoli, II marchese di Guiglia |  |  | Francesco Montecuccoli, I marchese di Guiglia |  |
|                                                           |                                              |                                                              |                                                          |  |  |       |  |  | Giambattista Montecuccoli, II marchese di Guiglia |  |  | Francesco Montecuccoli, I marchese di Guiglia |  |
|                                                           |                                              | Sigismonda Laderchi                                          |                                                          |  |  |       |  |  | Giambattista Montecuccoli, II marchese di Guiglia |  |  |                                               |  |
| Raimondo Montecuccoli, III marchese di Guiglia            |                                              |                                                              |                                                          |  |  |       |  |  | Giambattista Montecuccoli, II marchese di Guiglia |  |  |                                               |  |
|                                                           |                                              | Ottavia Caprara                                              | Niccolò Caprara, I conte di Pantano                      |  |  |       |  |  |                                                   |  |  |                                               |  |
|                                                           |                                              | Ottavia Caprara                                              | Niccolò Caprara, I conte di Pantano                      |  |  |       |  |  |                                                   |  |  |                                               |  |
|                                                           |                                              | Ottavia Caprara                                              | Vittoria Pieri Piccolomini d'Aragona                     |  |  |       |  |  |                                                   |  |  |                                               |  |
| Francesco Raimondo Montecuccoli, conte ex uxor di Pantano |                                              | Ottavia Caprara                                              |                                                          |  |  |       |  |  |                                                   |  |  |                                               |  |
|                                                           |                                              | Bonifacio Rangoni, VII conte di Castelcrescente              | Fortunato Rangoni, VI conte di Castelcrescente           |  |  |       |  |  |                                                   |  |  |                                               |  |
|                                                           |                                              | Bonifacio Rangoni, VII conte di Castelcrescente              | Fortunato Rangoni, VI conte di Castelcrescente           |  |  |       |  |  |                                                   |  |  |                                               |  |
|                                                           |                                              | Bonifacio Rangoni, VII conte di Castelcrescente              | Ottavia Gonzaga                                          |  |  |       |  |  |                                                   |  |  |                                               |  |
| Maria Rangoni                                             |                                              | Bonifacio Rangoni, VII conte di Castelcrescente              |                                                          |  |  |       |  |  |                                                   |  |  |                                               |  |
|                                                           |                                              | Camilla Gonzaga                                              | Niccolò Gonzaga di Vescovato, IV co-signore di Vescovato |  |  |       |  |  |                                                   |  |  |                                               |  |
|                                                           |                                              | Camilla Gonzaga                                              | Niccolò Gonzaga di Vescovato, IV co-signore di Vescovato |  |  |       |  |  |                                                   |  |  |                                               |  |
|                                                           |                                              | Camilla Gonzaga                                              | Aurelia Trissino                                         |  |  |       |  |  |                                                   |  |  |                                               |  |
| Giovanni Battista Caprara Montecuccoli                    |                                              | Camilla Gonzaga                                              |                                                          |  |  |       |  |  |                                                   |  |  |                                               |  |
|                                                           | Francesco Carlo Caprara, II conte di Pantano | Niccolò Caprara, I conte di Pantano                          |                                                          |  |  |       |  |  |                                                   |  |  |                                               |  |
|                                                           | Francesco Carlo Caprara, II conte di Pantano | Niccolò Caprara, I conte di Pantano                          |                                                          |  |  |       |  |  |                                                   |  |  |                                               |  |
|                                                           | Francesco Carlo Caprara, II conte di Pantano | Vittoria Pieri Piccolomini d'Aragona                         |                                                          |  |  |       |  |  |                                                   |  |  |                                               |  |
| Niccolò Caprara, III conte di Pantano                     | Francesco Carlo Caprara, II conte di Pantano |                                                              |                                                          |  |  |       |  |  |                                                   |  |  |                                               |  |
|                                                           |                                              | Olimpia Naro                                                 | Bernardino Naro, marchese                                |  |  |       |  |  |                                                   |  |  |                                               |  |
|                                                           |                                              | Olimpia Naro                                                 | Bernardino Naro, marchese                                |  |  |       |  |  |                                                   |  |  |                                               |  |
|                                                           |                                              | Olimpia Naro                                                 | Lucrezia Machiavelli                                     |  |  |       |  |  |                                                   |  |  |                                               |  |
| Maria Vittoria Caprara                                    |                                              | Olimpia Naro                                                 |                                                          |  |  |       |  |  |                                                   |  |  |                                               |  |
|                                                           |                                              | Giovanni Battista Sacchetti, II marchese di Castel Rigattini | Matteo Sacchetti, I marchese di Castel Rigattini         |  |  |       |  |  |                                                   |  |  |                                               |  |
|                                                           |                                              | Giovanni Battista Sacchetti, II marchese di Castel Rigattini | Matteo Sacchetti, I marchese di Castel Rigattini         |  |  |       |  |  |                                                   |  |  |                                               |  |
|                                                           |                                              | Giovanni Battista Sacchetti, II marchese di Castel Rigattini | Cassandra Ricasoli Rucellai                              |  |  |       |  |  |                                                   |  |  |                                               |  |
| Virginia Sacchetti                                        |                                              | Giovanni Battista Sacchetti, II marchese di Castel Rigattini |                                                          |  |  |       |  |  |                                                   |  |  |                                               |  |
|                                                           |                                              | Caterina Acciaiuoli                                          | Donato Acciaiuoli                                        |  |  |       |  |  |                                                   |  |  |                                               |  |
|                                                           |                                              | Caterina Acciaiuoli                                          | Donato Acciaiuoli                                        |  |  |       |  |  |                                                   |  |  |                                               |  |
|                                                           |                                              | Caterina Acciaiuoli                                          | Anna Maria Altoviti                                      |  |  |       |  |  |                                                   |  |  |                                               |  |
|                                                           |                                              | Caterina Acciaiuoli                                          |                                                          |  |  |       |  |  |                                                   |  |  |                                               |  |